# マグダラのマリアの回心 (ヴェロネーゼ)
『マグダラのマリアの回心』（マグダラのマリアのかいしん、伊: Conversione di Maria Maddalena、英: The Conversion of Mary Magdalene）は、イタリアのルネサンス期ヴェネツィア派の画家、パオロ・ヴェロネーゼ（1528–1588）による初期の油彩画である。画家は、劇的で色彩豊かな様式の豪華な絵画で知られていた。 1545年から1548年ごろに制作された本作は、ヴェローナの高貴な顧客に依頼されたものである。ロンドンのナショナル・ギャラリーに所蔵されている。

## 主題
作品の主題はかつて議論されたことがある。一般的な見解としてはピエトロ・アレティーノの1535年の著作、『キリストの人間性 』(L'umanità di Cristo) に記載されているように、マグダラのマリアの回心を描いているというものである。福音書の、このアレティーノによるバージョンは、この時期に北イタリアで広く配布され、読まれていた。本作を触発した伝説中では、マリアは神殿に行き、イエスの教えによって敬虔な生活に改めるよう啓発された。絵画で、マリアは、以前の罪深い人生を象徴する宗教的な建物には不適切なドレスを着て描かれており、イエスの言うことに耳を傾けている間、顔を赤らめて、ひざまずいている。

## 絵画
作品が描く場面は、聖書や黄金伝説には書かれていない出来事である。マルタとマグダラのマリアは、イエスが説教している第二神殿にいる。マリアは、キリストの側にひざまずいて顔をキリストの方に向け、マルタは手をキリストとマリアの方に向けている。マリアの胸をはだけたドレスは以前の罪の生活をほのめかし、首から滑り落ちるネックレスは、世俗的な生活から離れて精神的な献身の生活に向かおうとしていることを暗示している。
ヴェロネーゼは、豪華な設定の描写と、絹や錦織で作られ、きらめく毛皮で裏打ちされたガウンを身に着けた人々で、最も神聖な場面を装飾的に演出する嗜好で知られていた。異端審問所が、このように聖なる主題を描く画家の選択に疑問を呈したとき、画家は、「私たち芸術家は、詩人や狂信者と同じように自由にしたいようにします」と答えたが、芸術家としての自由は、主題をどのように描くか選択できることを含んでいるのだ、と主張したのである。
本作は、1876年に美術収集家のウィン・エリスの邸宅にあったが、エリスから遺贈されて以来、ロンドンのナショナル・ギャラリーに所蔵されている。

## 関連作品
- 美徳と悪徳の寓話（ヴェロネーゼ）